# Węgornia
Węgornia (kaszb. Wãgòrniô, niem. Aalbeck) – osada kaszubska w Polsce położona w województwie pomorskim, w powiecie wejherowskim, w gminie Łęczyce.
Według danych na dzień 31 grudnia 2006 roku wieś zamieszkuje 54 mieszkańców.

## Położenie
Miejscowość leży przy drodze krajowej nr  w pobliżu trasy kolejowej Szczecin-Słupsk-Gdynia. Na południe od Węgorni znajduje się jezioro Lubowidzkie. Wieś znajduje się w odległości 29,5 km od Wejherowa i 7 km od Lęborka.

## Historia
Miejscowość nosiła niemiecką nazwę Aalbeck. Pomiędzy 1945-1954 miejscowość administracyjnie należała do województwa gdańskiego, powiatu lęborskiego, gminy Rozłazino.

Po zniesieniu gmin i pozostawieniu w ich miejscu gromad, w latach 1957-1975 miejscowość administracyjnie należała do województwa gdańskiego, powiatu lęborskiego.

W latach 1975–1998 miejscowość administracyjnie należała do województwa gdańskiego.

Obecnie miejscowość zaliczana jest do ziemi lęborskiej włączonej w skład powiatu wejherowskiego.